# Precipici dels bisons de Head-Smashed-In
El precipici dels bisons Head-Smashed-In és un penya-segat situat als contraforts de les muntanyes Rocoses. Situat a 18 km al nord-oest de Fort Macleod, Alberta, Canadà a la carretera 785. Està inscrit a la llista del Patrimoni de la Humanitat i és la seu del museu de la cultura dels indis blackfoot.

## Història
El Precipici dels Bisons s'ha usat durant més de 5.500 anys per les poblacions nadiues de les praderies, per a la caça dels bisons, els quals queien des de dalt dels cingles cap a la vall de sota. El penya-segat fa prop de 300 metres de longitud, i una alçada de 10 a 18 metres sobre la vall.
Per a aconseguir els seus objectius els blackfoot obligaven els bisons que pasturaven a les muntanyes Porcupine, a prop de 3 quilòmetres a l'oest del lloc, i els conduïen, per mitjà del foc i agitant mantes entre els alineaments de centenars de monticles de pedra, cap al precipici on queien. Els dipòsits d'ossos i els objectes de pedra han estat acumulats en el curs dels segles al peu del penya-segat formant una capa d'uns 10 m de gruix.
El precipici ser abandonat al segle xix, després dels contactes amb els europeus. El lloc va ser conegut pels europeus cap a l'any 1880 i excavat per l'American Museum of Natural History el 1938. Va ser declarat com a Lloc Històric Nacional Canadenc el 1968, Lloc Històric Provincial el 1979 i Patrimoni de la Humanitat el 1981, com a testimoni de la vida prehistòrica i de les comunitats aborígens.

## Centre d'interpretació i museu
El Centre d'Interpretació de Head-Smashed-In va ser construït en un antic penya-segat de roca arenisca, per integrar-se perfectament en el lloc. Està disposat en cinc nivells, l'ecologia, la mitologia, l'estil de vida i la tecnologia dels blackfoot gràcies als descobriments arqueològics efectuats, alhora mostra els punts de vista dels pobles aborígens i la ciència arqueològica europea.
El centre ofereix també les exposicions i els tallers concernents a les diverses facetes de la vida de les poblacions índies, com la fabricació dels mocassins o dels tambors. Cada any, acull nombrosos esdeveniments i festivals indis reconeguts internacionalment pel seu colorit, la seva energia i la seva autenticitat.